# Thomas John Barnardo
Thomas John Barnardo (Dublín, 4 de julio de 1845-Londres, 9 de septiembre de 1905) fue un médico y filántropo irlandés fundador y director de casas para niños pobres. Desde la fundación de su primera casa en 1867 hasta la fecha de su muerte, Barnardo había rescatado y dado mejor vida a más de 60 000 niños.

## Primeros años
Barnardo nació en Dublín, Irlanda, en 1845. Era el cuarto de cinco hijos (uno muerto en parto) de John Michaelis Barnardo, un peletero, y su segunda mujer, Abigail, inglesa y miembro del movimiento Hermanos de Plymouth Al inicio de 1840, John emigró de Hamburgo a Dublín, donde estableció un negocio; se casó dos veces y tuvo siete hijos. Los orígenes de Barnado son inciertos; la familia «localizó su origen en Venecia, seguido por la conversión al luteranismo en el siglo XVII», pero otros afirman que tienen raíces judeo-alemanas.

## Las casas del Dr. Barnardo
Con la intención de cualificar para trabajo misionero médico en China, Barnardo estudió medicina en el Hospital de Londres, y más tarde en París y Edimburgo, donde pasa a ser socio de la Universidad Real de Cirujanos.[3]
La obra evangélica llevada a cabo junto a sus estudios médicos en Londres sirvieron para hacer conciencia del gran número de niños indigentes en las ciudades de Inglaterra. Animado por el apoyo del 7.º conde de Shaftesbury y el 1° conde Cairn, renunció pronto a su ambición para llevar una vida misionera en China, y comenzó lo que iba a resultar en el trabajo de su vida. La primera casa de Barnardo estuvo abierta en 1867 en 18 Stepney Causeway, Londres. A partir de entonces la carga de trabajo de su empresa humanitaria aumentó considerablemente hasta que, en el momento de su muerte en 1905, se había establecido 112 casas distritales, aparte de las filiales de la misión, en todo el Reino Unido.
El objeto por el cual estas instituciones fueron creadas era buscar y recibir niños abandonados y extraviados para alimentarlos, vestirlos y educarlos. El sistema bajo el cual se regía la institución en términos generales era el siguiente: los niños y las niñas y niños más jóvenes eran llevados a los distritos rurales; niñas por encima de catorce años de edad eran enviadas a las casas de formación industriales para enseñarles ocupaciones domésticas útiles; niños por encima de diecisiete años de edad eran primero probados en casas laborales y entonces eran empleados en un hogar, enviado a la mar o emigraban; chicos de entre trece y diecisiete años de edad recibieron capacitación para los diversos oficios para los que podrían estar equipados mental o físicamente. Además de las diversas ramas necesarias para el trabajo anterior, había también, entre otras, las siguientes instituciones: una casa de rescate para chicas en grave peligro, una casa de convalecencia junto al mar y un hospital para enfermos de gravedad.
Barnardo y su mujer, Syrie, le ofrecieron una casa en Barkingside como regalo de boda. Allí se fundó una casa de retiros de 60 acres, con la visión de crear una forma de vida para los niños indigentes que se asemejase a crecer en una aldea o pueblo. El 9 de julio de 1876, esta casa para chicas fue oficialmente abierta con 12 cabañas, por el entonces Lord Cairn. En el mismo año se abrió una moderna lavandería a vapor. Al pasar de los años, el número de cabañas aumentó hasta tener un total de 66 en 1906, albergando algunas 1 300 chicas. Las cabañas fueron distribuidas en tres aldeas junto a Mossford Lodge en Barkingside, Ilford, Essex, que había sido inaugurada en 1873. Para 1894 fue dedicada una iglesia para niños multi-denominacional y la casa para chicas se había convertido en una verdadera ciudad.
En 1899, varias instituciones organizaciones fueron legalmente incorporados bajo el título de "La Asociación Nacional para la Recuperación de Indigentes y Niños Abandonados", pero la institución fue siempre conocida como Casas del Dr. Barnardo. Barnardo puso mucha atención en la enseñanza religiosa de los niños que estaban bajo su cuidado, cada uno de los cuales era educado bajo la influencia y la enseñanza de la denominación de los padres.
Las casas estuvieron divididas en dos secciones para enseñanza religiosa, Iglesia de Inglaterra e Inconformistas; niños de filiación judía y católica, donde posiblemente se les dejó al cuidado de la Junta de Guardianes Judíos en Londres, y a instituciones católicas, respectivamente.  En 1877, Barnardo fue médico residente en el Hotel Smedley Hydro en Southport. También fundó una escuela de niños en Birkdale mientras residía en Southport.
Barnardo fue también un miembro de la Orden de Orange en Dublín.

## Vida privada
En junio de 1873, Barnardo se casó con Sara Louise Elmslie (1842-1944), conocida como Syrie. Ella compartió el interés de su marido por el evangelismo y el trabajo social. La pareja se estableció en Mossford Lodge, Essex, donde tuvieron siete hijos, tres de los cuales murieron a temprana edad. Otro niño, Marjorie, parece haber tenido algún tipo de discapacidad intelectual, aunque los detalles son desconocidos.
Otra hija, Gwendolyn Maud Syrie (1879-1955), conocida como Syrie, igual que su madre, estuvo casada con el rico empresario Henry Wellcome y más tarde con el escritor Somerset Maugham, y se convirtió en una destacada diseñadora de interiores en los años de 1920s y 1930s.

## Fallecimiento
Barnardo murió de una angina de pecho en Londres el 19 de septiembre de 1905 a los 60 años y fue enterrado frente a la Casa Cairn, Barkingside, Londres del este. La casa es ahora la sede oficial de las casas para niños que Barnardo fundó.
Tras la muerte de Barnardo, se instituyó un monumento nacional para formar un fondo de £250.000 para aliviar las diversas instituciones de toda responsabilidad financiera y colocar todo el trabajo sobre una base permanente. William Baker, anteriormente presidente del consejo, fue seleccionado para suceder al fundador de los hogares como Director Honorario. Barnardo fue el autor de 192 libros relacionados con la obra de caridad a la que dedicó su vida.
En el tiempo de su muerte, se cuidaban a más de 8 500 niños en 96 casas.

## Sospecha sobre Jack el Destripador
En el momento de los asesinatos de Whitechapel, debido a la supuesta experiencia médica del Destripador, eran sospechosos varios médicos de la zona. Barnardo fue nombrado un posible sospechoso. Gary Rowlands teorizó que debido a la solitaria niñez de Barnardo, hubiera tenido algún enfado o rabia que le hubiese llevado a asesinar prostitutas. Sin embargo, no hay evidencia sólida de que cometiera los asesinatos. Los críticos también han señalado que su edad y apariencia no concuerdan con ninguna de las descripciones del Destripador